# Poboleda

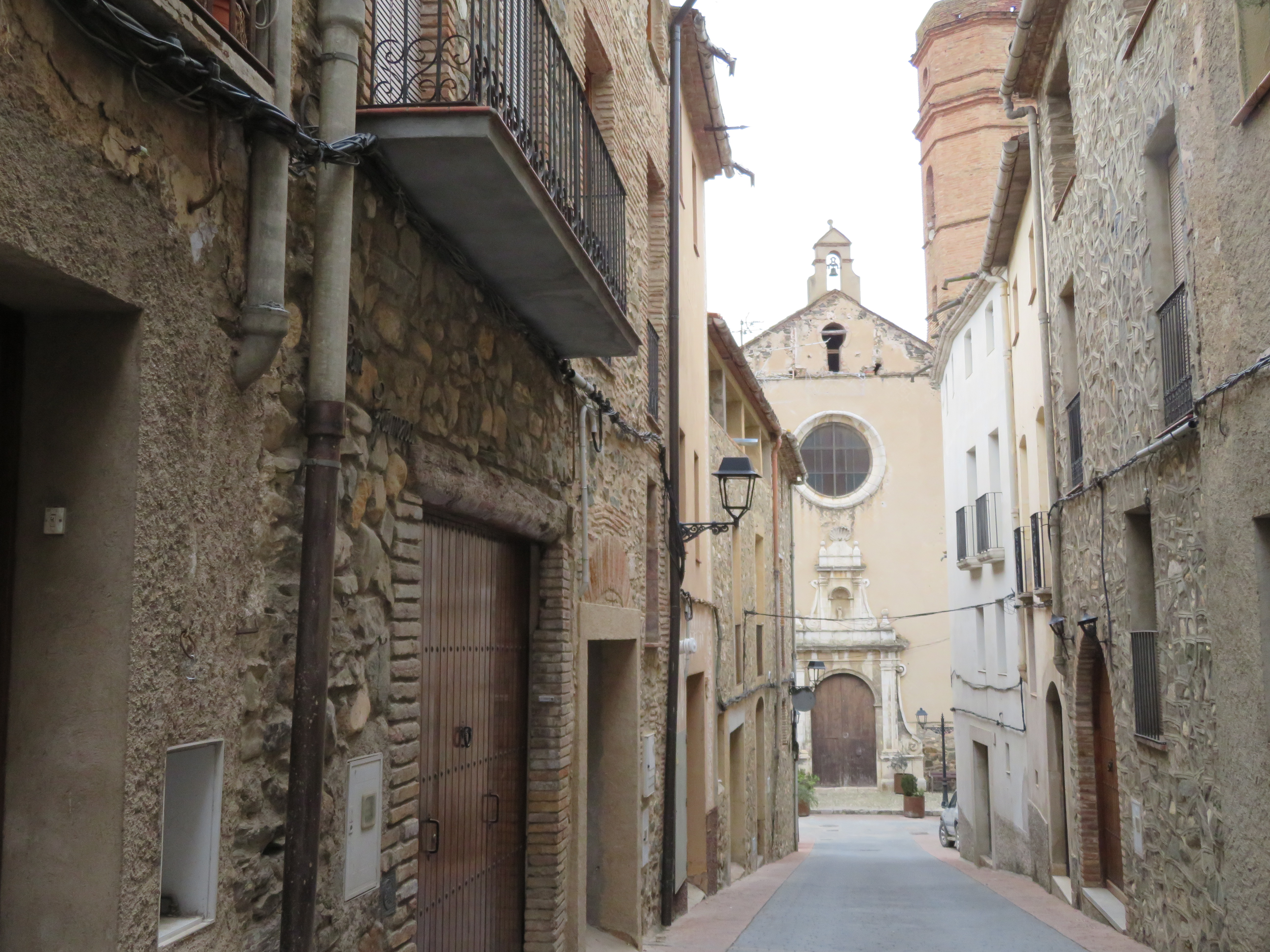
Municipio de Poboleda

Poboleda es un municipio español de la comarca catalana de El Priorat, en la provincia de Tarragona. Cuenta con una población de 334 habitantes (INE 2024).

## Historia
En 1163, Albert de Castellvell cedió parte de sus tierras a Ramón de Vallbona quien se instaló en ellas junto con otros ermitaños. Aunque no se sabe a ciencia cierta la fecha, se cree que sobre 1167 estos ermitaños dejaron las montañas para unirse a una comunidad de cartujos en el lugar llamado Populeta. 
Fue en este pueblo donde se instaló la primitiva comunidad de la Cartuja de Escaladei; los cartujos permanecieron ahí hasta 1203 cuando se trasladaron hasta el lugar en el que se encuentra la actual cartuja. Poboleda pasó a ser entonces una explotación agraria. En 1270, el abad Bernat de Déu concedió acta de población a los habitantes del lugar para que lo poblaran y labraran. La jurisdicción y los impuestos seguían perteneciendo a Escaladei.
En el siglo XV se instaló un molino textil que provocó problemas entre el monasterio y los agricultores. En épocas de sequía, los monjes necesitaban el agua para hacer funcionar el molino mientras que los campesinos la reclamaban para regar sus tierras. En 1555 se firmó un acuerdo que regulaba el uso de las aguas. La industria textil de Poboleda fue especialmente activa en el siglo XVI.
La población fue ocupada por las tropas francesas durante la guerra de la Independencia española. Durante la Revolución de 1868 parte de los archivos municipales resultó destruida.

## Geografía humana

### Demografía
Cuenta con una población de 334 habitantes (INE 2024).
| Gráfica de evolución demográfica de Poboleda entre 1842 y 2021                                                        |
| |
| Población de derecho según los censos de población del INE. Población de hecho según los censos de población del INE. |

### Economía
La principal actividad del municipio es la agricultura. Destaca el cultivo de la viña, olivos y avellanos. Aun disponen de una cooperativa agrícola que se encarga de procesar y comercializar los productos.

## Cultura
La iglesia parroquial está dedicada a san Pedro. Empezó a construirse en 1750 y fue bendecida en 1753. Se trata de un edificio de tres naves y de grandes dimensiones que le han valido el apodo de catedral del Priorato. De estilo neoclásico, fue ampliada en 1819 al añadirse la capilla del Santísimo. El órgano de la iglesia fue construido en 1769, el mismo año en el que se construyó el retablo mayor.
Quedan aún vestigios de los antiguos molinos textiles. En las afueras del pueblo se encuentra el Molí dels Frares del siglo XVIII que ha conservado su estructura. En cambio del Molí de la Soia sólo quedan las ruinas.
Poboleda inicia su fiesta mayor el 3 de agosto aunque las celebraciones suelen prolongarse durante todo el mes. En septiembre se celebra la fiesta de la vendimia.